# بيل كليري
بيل كليري (بالإنجليزية: Bill Cleary)‏ هو مدرب كرة قدم ولاعب كرة قدم بريطاني، ولد في 20 أبريل 1931 في إنجلترا في المملكة المتحدة، وتوفي في 12 مارس 1991. لعب مع بورت فايل ونادي بوسطن يونايتد ونادي كينغز لين ونورويتش سيتي.